# Michel Trémoulhac
Michel Trémoulhac est un organiste et musicologue français, né à Saint-Étienne,. 